# Richard Petty

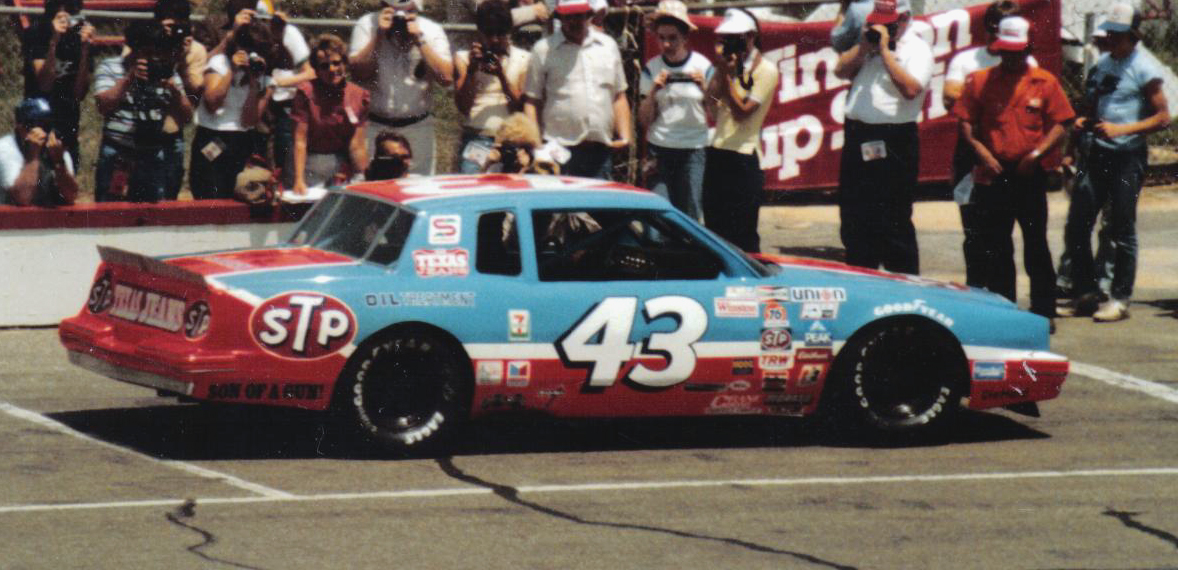
Petty's auto uit 1983

Richard Lee Petty (Randleman (North Carolina), 2 juli 1937) is een voormalig Amerikaans autocoureur. Hij is zevenvoudig kampioen van de NASCAR Cup Series, een record dat hij deelt met Dale Earnhardt en Jimmie Johnson en hij won zeven keer de prestigieuze Daytona 500 waar hij met voorsprong recordhouder is.

## Familie van autocoureurs
Petty maakt deel uit van een familie van vier generaties NASCAR-coureurs. Zijn vader Lee won de eerste Daytona 500 in 1959 en was drievoudig NASCAR kampioen. Zijn zoon Kyle won acht races in de Sprint Cup Series. Zijn kleinzoon Adam reed eveneens in de NASCAR. Hij overleed in 2000 op 19-jarige leeftijd aan de gevolgen van verwondingen opgelopen tijdens oefenritten voor de NASCAR Xfinity Series op de New Hampshire Motor Speedway.

## Carrière
Petty reed tussen 1958 en 1992 in de Grand National Series, later de Winston Cup, de hoofdklasse in de NASCAR. Hij won in totaal 200 races in deze raceklasse uit de 1184 starts die hij maakte en werd zeven keer kampioen. Verder vertrok hij in zijn 35-jarige NASCAR-carrière 123 keer vanaf poleposition.
Petty won in 1959 de trofee rookie of the year toen zijn vader Lee het NASCAR kampioenschap voor de derde en laatste keer in zijn carrière won. Zoon Richard won zijn eerste races in 1960 en werd dat jaar vice-kampioen. In 1962 en 1963 werd hij opnieuw twee keer op rij vice-kampioen. De eerste titel kwam er in 1964, het jaar waarin hij ook de eerste keer de Daytona 500 won. Hij leidde tijdens de race 184 van de 200 ronden, tot op vandaag nog steeds een record. Toen in 1965 de Mopar Hemi motor verboden werd reed hij enkel veertien races en was dat jaar verder aan de slag in het dragracen. In 1966 won hij de Daytona 500 voor een tweede keer nadat de race was ingekort met twee ronden door een regenbui. Daarmee werd hij de eerste coureur die de race twee keer kon winnen. In 1967 won hij de NASCAR titel voor de tweede keer. Hij won zevenentwintig van de achtenveertig races en tien races op rij. In 1971 en 1972 won hij twee titels op rij, net als in 1974 en 1975. Hij won de Daytona 500 in de eerste helft van de jaren zeventig drie keer, in 1971, 1973 en 1974. In de periode 1976-1978 won Cale Yarborough het kampioenschap drie keer op rij, Petty werd tijdens deze periode twee keer vice-kampioen. Tijdens de Daytona 500 van 1976 reed hij nek aan nek met David Pearson bij het ingaan van de laatste ronde. Toen Petty aan een inhaalbeweging bezig was raakten de beide wagens elkaar met gevolg. Beide wagens crashten maar Pearson kon zijn beschadigde wagen alsnog naar de overwinning sturen. Petty won de prestigieuze race alsnog in 1979 en 1981 en is met zeven overwinningen met ruime voorsprong recordhouder. In 1979 won hij de Winston Cup voor de zevende en laatste keer in zijn carrière. Zijn 200e en laatste overwinning behaalde hij tijdens de Firecracker 400 op de Daytona International Speedway in 1984. In 1992 reed hij zijn laatste seizoen in de Winston Cup. In 1997 werd hij erelid van de International Motorsports Hall of Fame.

## Resultaten in de NASCAR Winston Cup
Winston Cup resultaten (aantal gereden races, polepositions, gewonnen races en positie in het kampioenschap)
| Jaar | Races | Polepositions | Overwinningen | Kampioenschap |
| ---- | ----- | ------------- | ------------- | ------------- |
| 1958 | 9     | 0             | 0             | 37e           |
| 1959 | 21    | 0             | 0             | 15e           |
| 1960 | 40    | 2             | 3             | 2e            |
| 1961 | 42    | 2             | 2             | 8e            |
| 1962 | 52    | 4             | 8             | 2e            |
| 1963 | 54    | 8             | 14            | 2e            |
| 1964 | 61    | 8             | 9             | 1e            |
| 1965 | 14    | 7             | 4             | 38e           |
| 1966 | 39    | 15            | 8             | 3e            |
| 1967 | 48    | 18            | 27            | 1e            |
| 1968 | 49    | 12            | 16            | 3e            |
| 1969 | 50    | 6             | 10            | 2e            |
| 1970 | 40    | 9             | 18            | 4e            |
| 1971 | 46    | 9             | 21            | 1e            |
| 1972 | 31    | 3             | 8             | 1e            |
| 1973 | 28    | 3             | 6             | 5e            |
| 1974 | 30    | 7             | 10            | 1e            |
| 1975 | 30    | 3             | 13            | 1e            |
| 1976 | 30    | 1             | 3             | 2e            |
| 1977 | 30    | 5             | 5             | 2e            |
| 1978 | 30    | 0             | 0             | 6e            |
| 1979 | 31    | 1             | 5             | 1e            |
| 1980 | 31    | 0             | 2             | 4e            |
| 1981 | 31    | 0             | 3             | 8e            |
| 1982 | 30    | 0             | 0             | 5e            |
| 1983 | 30    | 0             | 3             | 4e            |
| 1984 | 30    | 0             | 2             | 10e           |
| 1985 | 28    | 0             | 0             | 14e           |
| 1986 | 29    | 0             | 0             | 14e           |
| 1987 | 29    | 0             | 0             | 8e            |
| 1988 | 29    | 0             | 0             | 22e           |
| 1989 | 25    | 0             | 0             | 29e           |
| 1990 | 29    | 0             | 0             | 26e           |
| 1991 | 29    | 0             | 0             | 24e           |
| 1992 | 29    | 0             | 0             | 26e           |